# Mike Parkes
Michael Johnson »Mike« Parkes,  britanski dirkač Formule 1, * 24. september 1931, Richmond, Surrey, Anglija, Združeno kraljestvo, † 28. avgust 1977, Torino, Italija.
Mike Parkes je pokojni britanski dirkač Formule 1. Debitiral je v sezoni 1959 na domači dirki za Veliki nagradi Velike Britanije z dirkalnikom Formule 2, ko pa se ni kvalificiral na dirko. Naslednjo priložnost na dirki Formule 1 je dobil šele v sezoni 1966, ko pa je že na prvi dirki za Veliko nagrado Francije, na kateri je nastopil, dosegel drugo mesto, svoj najboljši rezultat kariere, ki ga je ponovil še na Veliki nagradi Italije v isti sezoni, ko je dosegel tudi svoj edini najboljši štartni položaj. V sezoni 1967 je osvojil peto mesto na Veliki nagradi Nizozemske, nato pa si je na naslednji dirki za Veliko nagrado Belgije v nesreči polomil obe nogi in moral predčasno končati kariero. Umrl je leta 1977 za posledicami prometne nesreče.

## Popolni rezultati Formule 1
(legenda) (odebeljene dirke pomenijo najboljši štartni položaj, poševne pa najhitrejši krog, †-uvrščen kljub odstopu)
| Leto | Moštvo           | Šasija         | Motor             | 1   | 2   | 3     | 4       | 5       | 6       | 7     | 8   | 9   | 10  | 11  | Prv | Toč |
| ---- | ---------------- | -------------- | ----------------- | --- | --- | ----- | ------- | ------- | ------- | ----- | --- | --- | --- | --- | --- | --- |
| 1959 | David Fry        | Fry (F2)       | Climax Straight-4 | MON | 500 | NIZ   | FRA     | VB DNQ  | NEM     | POR   | ITA | ZDA |     |     | -   | 0   |
| 1966 | Scuderia Ferrari | Ferrari 312/66 | Ferrari V12       | MON | BEL | FRA 2 | VB      | NIZ Ret | NEM Ret | ITA 2 | ZDA | MEH |     |     | 8.  | 12  |
| 1967 | Scuderia Ferrari | Ferrari 312/66 | Ferrari V12       | JAR | MON | NIZ 5 | BEL Ret | FRA     | VB      | NEM   | KAN | ITA | ZDA | MEH | 16. | 2   |